# Еремеевка (Ростовская область)
Еремеевка — хутор в Азовском районе Ростовской области.
Входит в состав Задонского сельского поселения.

## География
Расположен в 25 км (по дорогам) юго-восточнее районного центра — города Азова, на берегу реки Кагальник.

### Улицы
- пер. Думенко,
- пер. Соколова,
- ул. Ворошилова,
- ул. Комсомольская,
- ул. Партизанская,
- ул. Степная.

## Население
| 1989 | 2002 | 2010 |
| ---- | ---- | ---- |
| 424  | ↗525 | ↗598 |

Национальный состав
По данным переписи 1926 года по Северо-Кавказскому краю, в населённом пункте числилось 87 хозяйств и 468 жителей (230 мужчин и 238 женщин), из которых украинцы — 94,87 % или 444 чел., русские — 5,13 % или 24 чел.
Согласно результатам переписи 2002 года, в национальной структуре населения русские составляли 75 %.

## Достопримечательности
- В 2,5 километрах южнее молочно-товарной фермы (МТФ) находится памятник археологии — Курганная группа «Еремеевка-3» (4 насыпи). Памятник датируется II тысячелетием до н. э. — XIV веком н. э. Решением Малого Совета облсовета № 301 от 18 ноября 1992 года курганная группа внесена в список объектов культурного наследия местного значения под кодом № 6100308000[5].

- В 2,5 километрах южнее хутора находится памятник археологии — Курганный могильник «Еремеевка-1» (14 насыпей). Памятник датируется II тысячелетием до н. э. — XIV веком н. э. Решением Малого Совета облсовета № 301 от 18 ноября 1992 года могильник внесен в список объектов культурного наследия местного значения под кодом № 6100306000[6].

- В 4,5 километрах южнее карьера находится памятник археологии — Курганная группа «Еремеевка-2» (4 насыпи). Памятник датируется II тысячелетием до н. э. — XIV веком н. э. Решением Малого Совета облсовета № 301 от 18 ноября 1992 года курганная группа внесена в список объектов культурного наследия местного значения под кодом № 6100307000[7].

- В 2,5 километрах южнее птицефермы находится памятник археологии — Курганная группа «Еремеевка-4» (4 насыпи). Памятник датируется II тысячелетием до н. э. — XIV веком н. э. Решением Малого Совета облсовета № 301 от 18 ноября 1992 года курганная группа внесена в список объектов культурного наследия местного значения под кодом № 6100309000[8].

- На южной окраине хутора находится памятник археологии — Курганная группа «Еремеевка-5». Памятник датируется II тысячелетием до н. э. — XIV веком н. э. Решением Малого Совета облсовета № 301 от 18 ноября 1992 года курганная группа внесена в список объектов культурного наследия местного значения под кодом № 6100309000[9].